# 도밍고 살두아
도밍고 살두아 아나비타르테(스페인어: Domingo Zaldúa Anabitarte; 1903년 7월 10일, 바스크 주 산 세바스티안 ~ 1986년 6월 17일, 바스크 주 산 세바스티안)는 전 스페인 국가대표 축구 선수로, 현역 시절 수비수로 활약하였다.

## 클럽 경력
산 세바스티안 출신인 그는 1923년부터 1930년까지 고향의 레알 소시에다드에서 현역의 전부를 보냈다. 그는 세 경기에 걸친 바르셀로나와의 1928년 코파 델 레이 결승전에 모두 출전했고, 6월 29일에 열린 2차 재경기에서 득점을 올렸지만 소속 구단이 1–3으로 패하면서 빛이 바랬다.

## 국가대표팀 경력
1927년 5월 22일, 그는 프랑스와의 친선경기에서 페널티킥으로 두 차례 득점을 올려 5–1 승리에 일조했다. 그는 암스테르담에서 열릴 1928년 올림픽의 선수 명단에 이름을 올렸고, 1–1로 비긴 이탈리아와의 8강전 경기에서 선제골을 기록했다. 그러나, 스페인은 재경기에서 1–7로 지면서 더 앞으로 나아가지 못하였고, 이 경기 또한 살두아의 마지막 국가대표팀 경기였다.

### 국가대표팀 득점 기록
아래의 점수에서 왼쪽의 점수가 스페인의 점수이다
| #  | 날짜            | 경기장                         | 상대     | 점수 | 최종결과 | 대회               |
| -- | --------------- | ------------------------------ | -------- | ---- | -------- | ------------------ |
| 1. | 1927년 5월 22일 | 프랑스 콜롱브 올랭피크         | 프랑스   | 1–1  | 4–1      | 친선경기           |
| 2. | 1927년 5월 22일 | 프랑스 콜롱브 올랭피크         | 프랑스   | 4–1  | 4–1      | 친선경기           |
| 3. | 1928년 1월 8일  | 포르투갈 리스본 루미아르       | 포르투갈 | 1–1  | 2–2      | 친선경기           |
| 4. | 1928년 6월 1일  | 네덜란드 암스테르담 올림피스흐 | 이탈리아 | 1–0  | 1–1      | 1928년 하계 올림픽 |

## 수상
레알 소시에다드
- 코파 델 레이 준우승: 1928

### 일반
- Zaldúa - European Football

### 상세
1. ↑  “Spain - Cup 1928”. RSSSF. 2014년 7월 7일에 확인함.